# Audrey Wozniak
Audrey M. Wozniak (* 1993 auf Hawaii) ist eine US-amerikanische Violinistin, Musikethnologin und Kulturwissenschaftlerin. Sie verbindet klassische westliche Musik mit außereuropäischen Musiktraditionen und beschäftigt sich wissenschaftlich mit musikalischen Praktiken in diasporischen und urbanen Kontexten.

## Leben und Ausbildung
Audrey Wozniak wurde 1993 auf Hawaii geboren und wuchs in Texas auf. Bereits im Alter von sechs Jahren begann sie mit dem Violinspiel, inspiriert durch einen Auftritt von Itzhak Perlman in der Kindersendung Sesamstraße. Sie studierte Musik und East Asian Studies am Wellesley College, das sie 2014 mit Auszeichnung abschloss. Durch ein Thomas J. Watson Fellowship forschte sie ein Jahr lang zu Musiktraditionen in China, Indonesien und der Türkei. Dort erlernte sie traditionelle Instrumente wie die chinesische Erhu, das balinesische Rebab, den uigurischen Ghichak, die javanische Biola und die türkische Kemençe.
Es folgten ein Master in Politik und Kommunikation an der London School of Economics and Political Science (2016) sowie ein Master in Musikperformance (Violine) am Trinity Laban Conservatoire of Music and Dance (2018). Im Jahr 2024 wurde sie an der Harvard University im Fach Musikethnologie mit Nebenfach Sozialanthropologie promoviert.

## Musikalische Laufbahn
Wozniak ist sowohl im westlich-klassischen Repertoire als auch in der türkischen makam‑Musik ausgebildet. In Istanbul lernte sie bei führenden Musikern und trat regelmäßig im Rahmen türkischer Radiosendungen und Konzerte auf, u. a. mit dem Nevabuselik Turkish Art Music Choir in London. Zu ihrem Repertoire zählen Uraufführungen zeitgenössischer Werke, etwa von Emma-Kate Matthews oder Lou Harrison. Sie arbeitete mit Orchestern wie dem Boston Modern Orchestra Project, Odyssey Opera, MIT’s Gamelan GalakTika und dem Ambient Orchestra zusammen. Darüber hinaus ist sie für Auftritte in ungewöhnlichen Räumen bekannt – etwa in James Turrells Skyspace in Austin oder in der National Portrait Gallery in London. Improvisation sowie interkulturelle musikalische Dialoge sind ein prägendes Element ihrer Musik.

## Wissenschaftliche Laufbahn
Wozniaks Forschung konzentriert sich auf Musik als Ausdruck von Identität, Verwandtschaft und Zugehörigkeit – insbesondere im Kontext urbaner, diasporischer Gemeinschaften. Seit 2015 forscht sie zu Koro-Ensembles in Istanbul sowie zur Rolle musikalischer Praktiken in türkischen Migrantengemeinschaften. Sie war u. a. Senior Research Associate am Orient-Institut Istanbul, Fellow am American Research Institute in Turkey und Joint Fellow in Heritage Studies an der Koç-Universität und dem British Institute at Ankara. 2023 war sie Artist-in-Residence am Harvard-Zentrum für italienische Renaissanceforschung I Tatti, wo sie interkulturelle Musikprojekte zwischen osmanischer, italienischer und zeitgenössischer Musik realisierte. Thematisch reichen ihre wissenschaftlichen Arbeiten von gesellschaftlichen Diskursen in chinesischen Online-Medien über Arbeitsmigration bis hin zu musikalischer Multikulturalität in der europäischen Musikgeschichte.

## Publikationen (Auswahl)
- “Forging a Lineage: Kinship, Mobility, and the Zildjian Cymbal.” Journal of the Society for American Music, 2024, 1–28. doi:10.1017/S1752196324000245
- “Orienting a Nation: The Turkish National Anthem Controversies,” Music & Politics 17(2): 1 -30. doi:10.3998/mp.4573